# Шкурко Іван Іванович
Шкурко Іван Іванович (нар. 20 травня 1941 р., в с. Нова Басань Бобровицького р-ну Чернігівської обл. - пом. 29 листопада 2024 р. в м. Київ) - заслужений працівник освіти України, академік Міжнародної педагогічної академії, кандидат педагогічних наук, професор кафедри теорії та історії педагогіки Національного педагогічного університету імені М. П. Драгоманова.

## Життєпис
У 1948 році вступає до Новобасанської семирічної школи № 3;
З 1955 року навчається у Майнівському сільськогосподарському технікумі;
З 1960 по 1963 роках служить у Збройних Силах СРСР в Ленінградському військовому окрузі у зенітно-ракетних військах;
У 1963 році вступає на навчання до КДПІ ім. О.М. Горького і стає ленінським стипендіатом;
1970-1971 рр. - ректор університету педагогічних знань для батьків шкіл Радянського району м. Києва
У грудні 1972 року на кафедрі педагогіки під керівництвом Д. Я. Шелухіна захищає дисертацію з вузівської позанавчальної виховної роботи
1980 р. - учитель і вихователь спеціальної школи-інтернат № 12 м. Києва
1981 р. - наукове стажування у Вищій педагогічній школі ім. Клари Цеткін (м. Лейпціг, Німецька Демократична Республіка)
На початку 80-х працює радником-консультантом ректора кубинського Вищого педагогічного інституту в місті Санта-Клара, згодом – Вищого професійно-технічного інституту в Гавані (Республіка Куба)
1994 р. (грудень) - проректор з навчально-методичної роботи Українського інституту підвищення кваліфікації керівних кадрів освіти;
1995 р.(травень) - присвоєно вчене звання професора
1997-1999 рр. – призначений на посаду проректора з навчальної роботи Державної академії керівних кадрів освіти порядком переведення з УІПКККО;
З 1999 р. – професор кафедри теорії та історії педагогіки НПУ ім. М. П. Драгоманова
Іван Іванович Шкурко активно досліджує проблеми історії педагогіки, соціально-гуманітарну і політичну підготовку майбутніх учителів, менеджмент в освіті, національні традиції та європейські інновації, вдосконалення систем навчання студентів, а також творчу спадщину видатних українських педагогів Антона Макаренка, Василя Сухомлинського, Костянтина Ушинського, Віктора Сороки-Росінського та багатьох інших.
За 50 років науково-педагогічної діяльності професором підготовлено близько 10 тис. спеціалістів, понад 100 аспірантів, магістрантів, дипломників і бакалаврів. За його участі розроблено і впроваджено 87 навчально-тематичних планів і програм підвищення кваліфікації різних категорій працівників освіти. В науково-педагогічному доробку – понад 200 наукових праць, серед яких три монографії, навчальні і навчально-методичні посібники для учнів та студентів, статті, надруковані у фахових виданнях України, Болгарії, Куби, Росії та інших країн.
Читав курс «Історія педагогіки» на історичному факультеті, а також на факультеті філософії та суспільствознавства НПУ ім. М.П. Драгоманова.

## Нагороди
- Знак «10 років освоєння цілинних і перелогових земель» (1964);
- Диплом Instituto superior Pedacocico «Felix Varela» Villa Clara (7 de Junio de 1982, Республіка Куба);
- Подяка Радника з економічних питань Посольства СРСР в Республіці Куба (1983 р., м. Гавана);
- Нагрудний знак «Відмінник освіти України» (1996);
- Медаль і диплом «2000-ліття Різдва Христового» від Патріарха Київського і всієї Руси-України Філарета (2002);
- Почесна грамота Академії педагогічних наук України за вагомий внесок у підготовку висококваліфікованих спеціалістів, плідну науково-педагогічну діяльність та з нагоди 170-річчя з дня заснування університету (2005);
- Почесна грамота НПУ імені М. П. Драгоманова за вагомий особистий внесок в роботу на освітянській ниві, за відданість, науково-педагогічній і навчально-виховній справі та з нагоди святкування Дня працівників освіти України (2007);
- Почесне звання «Заслужений працівник освіти України» (2010);
- Срібна медаль «Михайла Петровича Драгоманова.1941-1995» (2012).[1]

## Публікації
- Общественная активность – важное условие профессионально-педагогической подготовки студентов педвуза / И. И. Шкурко // Студент и вузовский коллектив. – Каунас: Kauno politechnicosinst itutas, 1973. – С. 318-324.
- El enfoque de complejo en la educacion de los alumnus / Ivan Shkurko, Candidato a Dr. en Ciencias Pedagogicas.Asesor del Rector // Actualidad Educacional. – Ministerio de Educacion. Instituto Superior Pedagogico «FELIX VARELA». Villa Ckara.– 1982. – Nov-dic. - no 22 / Pag. 6-16. (Республіка Куба).
- El enfaque de sistema en la educacion de los escolares / Ivan Shkurko, Candidato a Dr. en Ciencias Pedagogicas. Asesor del Rector // Actualidad Educacional. – Ministerio de Educacion. Instituto Superior Pedagogico «FELIX VARELA». Villa Ckara. – nov-dic. – Curso 1981-1982. – Pagina 18. (Республіка Куба).
- Видатний радянський педагог А. С. Макаренко (До 100-річчя з дня народження / І. І. Шкурко //Український історичний журнал. – 1988. – № 3. – С. 143-147.
- Идеите на А. С. Макаренко и съвременната педагогическа практика / И. И. Шкурко // Проблеми на комунистическото възпитание (НРБ). – 1988. – № 1. – С. 29-34. – Болг.
- Соціально-гуманітарна і політична підготовка майбутніх учителів: історико-педагогічний аспект : навчальний посібник / Київ. держ. пед. ін-т імені О. М. Горького ; І. І. Шкурко. – Київ : КДПІ, 1992. – 144 с.
- Управління процесом соціально-гуманітарної підготовки вчителів : (іст.-пед. аналіз) / І. І. Шкурко //Управління національною освітою в умовах становлення і розвитку української державності: матеріали Всеукр. наук.- практ. конф. – Київ : ІЗМН, 1998. – С. 50-55.
- Соціально-трудова підготовка майбутніх учителів України у процесі суспільно-корисної діяльності (історикопедагогічний аналіз) / І. І. Шкурко // Післядипломна освіта та управління навчальними закладами в умовах трансформації суспільства: матеріали зв.-наук. конф. – Київ : ДАККО, 1999. – С. 301-305. 2000
- Професійна підготовка вчителів України (друга половина 40-х років ХХ ст.) / І. І. Шкурко // Наукові записки: збірник наук. статей Нац. пед. ун-ту імені М. П. Драгоманова / уклад. П. В. Дмитренко, Л. Л. Макаренко. – Київ : Вид-во НПУ імені М. П. Драгоманова, 2000. – Ч. 3. – С. 124-132.
- Суспільно-корисна діяльність у системі професійної підготовки учителів (40 – 60-і роки ХХ століття) / І. І. Шкурко // Наукові записки. Сер.: Педагогічні та історичні науки: зб. наук. пр. НПУ ім. М. П. Драгоманова. – Київ : Вид-во НПУ ім. М. П. Драгоманова, 2002. – Вип. 47. – С. 243-250. 2003
- Трудове виховання як цінність у системі професійнопедагогічної підготовки учителя (історико-педагогічне дослідження 1943-й – 60-і роки ХХ століття) / І. І. Шкурко // Проблеми змісту педагогічної підготовки вчителя у контексті аксіологічної освіти (історичний, теоретикопрактичний аспекти): матеріали Міжнар. наук. конф., присвяч. 170-річному ювілею НПУ імені М. П. Драгоманова. – Київ : Вид-во НПУ ім. М. П. Драгоманова, 2005. – С. 47-51. – Літ.: 24 н.2006
- Суспільно-трудова підготовка учителів у системі вищої педагогічної освіти України (60-і роки ХХ століття) / І. І. Шкурко //Педагогічна освіта України : національні традиції та європейські інновації: наук.-практ. конф. : матеріали. –Київ, 2006. – Секція IV: Проблеми змісту педагогічної підготовки в умовах європейського освітнього та інтеграційного процесу. – С. 92-100. – Літ.: 18 н.
- Шкурко І. Соціально орієнтована діяльність студентів у кінці 50-х - початку 60-х років ХХ ст. / І. Шкурко, Я. Шкурко // Історія в рідній школі : науково-методичний журнал. - 2020. - N 2. - С. 2-5
- Шкурко І. Еволюція підготовки вчителів у традиціях історичного факультету НПУ ім. М. Драгоманова: педагогічний контент // Проблеми дидактики історії. Збірник наукових праць. – Кам’янець-Подільський. – 2020. – вип. 11. – с. 86-100
- Шкурко І. Соціально-ціннісні ініціативи студентів у 60-их – на початку 70-их років ХХ століття // Вісник аграрної історії : науковий журнал. – вип. 31-32. – К., 2020. – С. 126-133.
- В.М. Сорока-Росінський : педагог, історик, філолог, якого треба знати (1882-1960) // Історія в рідній школі. – 2021. – №2. – С. 8-12